# 绕二镇
绕二镇，是中华人民共和国江西省上饶市德兴市下辖的一个乡镇级行政单位。

## 行政区划
绕二镇下辖以下地区：
绕二村、炉里村、瑞港村、傅家墩村、重溪村、焦坑村、水口村、横港村、花林村、塘湾村和梧风洞实业公司社区。